# Tommaso Riario Sforza
Tommaso Riario Sforza, italijanski rimskokatoliški duhovnik in kardinal, * 8. januar 1782, Neapelj, † 14. marec 1857.

## Življenjepis
10. marca 1823 je bil povzdignjen v kardinala in imenovan za kardinal-diakona S. Giorgio in Velabro. 28. septembra istega leta je prejel duhovniško posvečenje.
Pozneje je bil imenovan še na dva kardinalsko-diakonska položaja: 17. novembra 1823 za S. Maria in Domnica (odstopil 13. maja 1837) in 19. decembra 1834 za S. Maria in Via Lata. 
Umrl je 14. marca 1857.